# 칠색조 (영화)
"칠색조"(七色鳥)는 한국에서 제작된 김인수 감독의 1989년 드라마, 멜로/로맨스 영화이다. 김경진 등이 주연으로 출연하였고 하명중 등이 제작에 참여하였다.

## 출연

### 주연
- 김경진
- 이상희

## 기타
- 조명: 조길수
- 녹음: 손인호